# جيروزاليم بوست
الجيروزليم بوست (بالإنجليزية: The Jerusalem Post) جريدة يومية إسرائيلية تصدر بـاللغة الإنجليزية ، صدرت الطبعة الأولى في 1 ديسمبر عام 1932 وكانت تسمى جريدة فلسطين بوست وبقيت على هذا الاسم إلى غاية عام 1950 إذ تغير اسم الجريدة إلى اسمها الحالي، تنشر وتطبع جريدة الجيروزليم بوست أيضا خارج إسرائيل.

## روابط خارجية
- جيروزاليم بوست على موقع الموسوعة البريطانية (الإنجليزية)
- جيروزاليم بوست على موقع روتن توميتوز (الإنجليزية)